# Wilsonville (Illinois)
Wilsonville és una població dels Estats Units a l'estat d'Illinois. Segons el cens del 2000 tenia 604 habitants.

## Demografia
Segons el cens del 2000, Wilsonville tenia 604 habitants, 249 habitatges, i 167 famílies. La densitat de població era de 245,5 habitants/km².
Dels 249 habitatges en un 26,5% hi vivien nens de menys de 18 anys, en un 51,4% hi vivien parelles casades, en un 8,8% dones solteres, i en un 32,9% no eren unitats familiars. En el 30,1% dels habitatges hi vivien persones soles el 20,9% de les quals corresponia a persones de 65 anys o més que vivien soles. El nombre mitjà de persones vivint en cada habitatge era de 2,43 i el nombre mitjà de persones que vivien en cada família era de 2,96.
Per edats la població es repartia de la següent manera: un 24,8% tenia menys de 18 anys, un 9,1% entre 18 i 24, un 25,5% entre 25 i 44, un 21,9% de 45 a 60 i un 18,7% 65 anys o més.
L'edat mediana era de 38 anys. Per cada 100 dones de 18 o més anys hi havia 90 homes.
La renda mediana per habitatge era de 27.917 $ i la renda mediana per família de 34.688 $. Els homes tenien una renda mediana de 35.313 $ mentre que les dones 20.250 $. La renda per capita de la població era de 15.089 $. Aproximadament el 9,1% de les famílies i el 9,8% de la població estaven per davall del llindar de pobresa.

## Poblacions properes
El següent diagrama mostra les poblacions més properes.